# Pčelarstvo
Pčelarstvo je grana poljoprivrede koja se bavi uzgojem pčela medarica radi dobivanja meda, voska, matične mliječi, peluda, propolisa i pčelinjeg otrova te oprašivanja uzgajanih i samoniklih biljaka, čime se povećavaju količina i kakvoća biljne proizvodnje. Drevni je čovjek uzimao pčelama saće s medom iz šupljega drveća i pećina te koristio med kao hranu i lijek a pčelinji vosak za rasvjetu, preradu kože, voštenje platna i u druge svrhe. Osnutkom stalnih naselja počeo je uzgajati pčele, isprva u izdubenim panjevima (dubina), a poslije u košnicama pletenima od pruća i premazanima blatom (pletara) ili izrađenima od kamenih ploča ili pečene ilovače. Na početku 19. stoljeća bila je izumljena košnica s pokretnim saćem na okvirima. Gotovo istodobno pojavila su se i dva druga izuma: kalup za izradu osnove saća i vrcaljka za med. Time su postavljeni temelji modernoga pčelarstva.
U suvremenom pčelarstvu upotrebljavaju se dva osnovna tipa košnice: lisnjače i nastavljače. Lisnjača je košnica od jednoga dijela i otvara se sa stražnje strane. Ne može se proširivati ni smanjivati, to jest prilagoditi veličini zajednice ili veličine paše. Vodoravnom matičnom rešetkom podijeljena je na dva dijela. Kod nas je lisnjača zastupljena tradicionalnom košnicom tipa Alberti-Žnideršič (AŽ košnica). Pogodnost je te košnice mogućnost ugradnje u zidove nepokretnih ili pokretnih paviljona. Nastavljače imaju najmanje dva nastavka postavljena okomito; u donjim je dijelovima plodište, odnosno pčelinje leglo, a u gornjima su zalihe meda (medište). Nastavljače su u Hrvatskoj zastupljene najčešće Langstroth-Rootovom (LR košnica), a rjeđe Dadant-Blatovom košnicom (DB košnica).
U Hrvatskoj postoje povoljni uvjeti za razvoj iskoristivog pčelarstva, jer su naša područja bogata raznovrsnim medonosnim biljem na prirodnim livadama, u šumama, na velikim krškim i poljoprivrednim površinama. Raznolikost područja osigurava stalnu pčelinju pašu, to jest cvatnju medonosnoga bilja u različito doba. Osim nepokretnih pčelinjaka postoje i pokretni pčelinjaci, koji se sele na nekoliko paša godišnje. Pčelinje paše dijele se na nektarne paše i mednu rosu (medljiku). Najpoznatije su nektarne paše: uljana repica, voćke, bagrem, lipa, livade, pitomi kesten, majčina dušica, suncokret, metvica, vrijesak, ružmarin, lavanda i kadulja. Medljika ili medna rosa velika je količina izlučina lisnih i štitastih uši na lišću šumskoga drveća i grmlja na kojem parazitiraju, a pčele ju skupljaju.
U prehrani ljudi med ima veliko značenje, a sve više se koriste i matična mliječ, pčelinji otrov, propolis i pelud kao pomoćna ljekovita, kozmetička i toaletna sredstva. Danas (2006.) u Hrvatskoj ima oko 6 000 pčelara, organiziranih u 87 pčelarskih udruga, te približno 300 000 košnica. Prosječan godišnji prinos kod nepokretnoga pčelarenja iznosi oko 10 kilograma meda po košnici, u dobroj pašnoj godini 30 kilograma, a kod pokretnoga pčelarenja i do 100 kilograma po košnici.

## Povijest
Povijest pčelarstva započinje davno u prošlosti i postoje mnogobrojni dokazi koji govore da je pčelarstvo jedna od najstarijih grana poljoprivrede, mnogo starija od ratarstva i stočarstva, a naročito od voćarstva i povrtlarstva. Loveći životinje i sakupljajući plodove raznih biljaka za svoju prehranu, čovjek je nailazio na šupljine u drveću ili stijenama ispunjene saćem i medom i tako otkrio postojanje pčela i vrlo ukusne hrane - meda. Dolazak do meda u početku je bio vrlo težak, jer pčele su uvijek branile svoje gnijezdo, a tek otkrićem vatre olakšani su pristup pčelinjem leglu i krađi meda. Čovjek u početku nije jeo samo med već i saće s leglom, a kroz vjekove med je postao ne samo hrana nego najveća poslastica i lijek.
U nekadašnjim nepreglednim prašumama pčele su nalazile bogatu pašu, a u mnogobrojnim šupljinama stabala i stijena udobna mjesta za leglo i skladištenje dodatne hrane, tako da su se pčelinje zajednice u divljini dosta umnožavale, i pored štete koju im je nanosio čovjek svojom krađom meda. Međutim, nestankom velikih prašuma nestali su mnogobrojni povoljni uvjeti za razvoj pčela, a potrebe čovjeka za pčelinjim proizvodima su rasle. Ljudi su u međuvremenu naučili sami da uzgajaju i umnožavaju pčelinje zajednice, tako da su mogli zadovoljiti svoje potrebe za medom, voskom i drugim pčelinjim proizvodima. Na početku čovjek je pratio pčele koje su se vraćale s paše do njihovog gnijezda, zatim je pazio kada se roje, pa rojeve privlačio u šuplja stabla ili druga pristupačnija mjesta, premazujući ih medom. Kasnije je, da bi mu pčele bile što bliže, a njihovi proizvodi što pristupačniji, sam je počeo da pravi prostrane šupljine u krošnjama živih stabala, stavljajući na njih vrata s otvorom za leto (mjesto gdje pčele ulaze u košnicu), a potom označavajući ih svojim znakom (križom najčešće) da ih drugi ne bi prisvojili. Šupljine iskopane u drveću ljudi su neposredno pred samo rojenje premazivali zapaljenim saćem kako bi miris primamio pčele, pa su rojevi rado naseljavali tako pripremljene prostore. Na ovaj način ostvaren je prvi bliži obostrano korisni dodir u odnosu čovjeka i pčela, to jest bio je pripremljen "smještaj" za pčele i počelo se razvijati šumsko pčelarenje. Takvo pčelarenje je bilo najrazvijenije na prostoru današnje Rusije, jer su tu vjerojatno i uvjeti bili najpovoljniji.
Kada su iskrčene stare šume i stvorena prva stalna ljudska naselja, pčele su prenesene iz šuma i uzgajane u izdubljenim panjevima - dubina (ul, dub, panj). Kasnije, čovjek je počeo da pravi pletene košnice od pruća (pletara), obljepljujući ih mješavinom izmeta, gline i piljevine, ili samo od slame, dok je u kamenitim krajevima pravio primitivne košnice u stijenama. U Sudanu, Egiptu, u zemljama Bliskog istoka i Male Azije, gdje nema šuma ni pogodnih pećina, pčele su prvobitno živjele u izdubljenoj zemlji, a ljudi su kasnije počeli da prave košnice od ilovače. Tako su stvoreni prvi primitivni pčelinjaci, a čovjek je sve više koristio proizvode pčela, ali uz stalnu brigu da svojim djelovanjem što manje naškodi pčelinjoj zajednici.
Stari Grci su ga prikazivali med kao proizvod duge i zvijezda te mu dali božansku komponentu i smatrali ga hranom bogova. Tadašnje ljudsko uvjerenje bilo je da se bogovi hrane nektarom i ambrozijom te u naletu velikodušnosti, pošto nisu mogli podariti besmrtnost ljudima, kako bi ih utješili za njihov nepovoljni položaj, omogućavali su im da troše med koji je padao na zemlju s njihovih bogatih stolova. Također se vjerovalo da je med snažan eliksir mladosti i bio je bitan dio obroka kod sportaša koji su se natjecali na Olimpijskim igrama.
U srednjem vijeku pčelarstvo, iako je bilo primitivno, ipak se neprekidno razvijalo, što se ogledalo u stalnom povećavanju broja pčelara i košnica širom feudalne Europe. Za potrebe plemstva pčelarili su za to određeni kmetovi s tradicijom, postupnim razvojem civilizacije i svih njenih doprinosa razvijalo se i pčelarstvo. Tako je u 18. stoljeću u Europi s razvijenom manufakturnom proizvodnjom i trgovinom sve više proizvoda je uključivano u promet. Med je bio jedan od izuzetno traženih proizvoda, jer proizvodnja šećera nije bila poznata. Zato su vladajući krugovi u to vrijeme od naroda tražili da se što više bave pčelarstvom. U tome je najdalje otišla austrijska carica Marija Terezija Austrijska. Za vrijeme njene vladavine izdan je propis o pčelarstvu poznat kao "Patent o pčelarstvu", a u Beču se pod rukovodstvom Slovenca Antona Janše osniva prva pčelarska škola. Tokom 19. stoljeća došlo je do izuma i usavršavanja košnica s okvirima, što je bilo izuzetno značajno za daljnji razvoj pčelarstva. U tom smislu su naročito velike zasluge Prokopoviča, Dzierzona i Langstrotha, dok u isto vrijeme Mehring patentira prešu za izradu osnova saća, a Hruscha pčelarsku centrifugu (vrcaljku) za izvlačenje (vrcanje) meda. Svi ovi izumi udarili su temelj za razvoj modernog pčelarstva i znanosti o pčelarenju.

## Pčelinji proizvodi
Izravni proizvodi pčela
- Med – Med je najpoznatiji i najrasprostranjeniji pčelinji proizvod pčele medarice. Cvjetovi biljaka, svojim žlijezdama nektarijama, luče nektar koji privlači kukce pa tako i pčele na oprašivanje. Pčele kao najbrojniji oprašivači također sakupljaju nektar i odlažu ga u stanice saća.
- Propolis – Propolis nastaje tako da pčele sakupljaju razne smolaste tvari s biljaka u svom okolišu i donose ih u košnicu. Tim istim smolama dodaju razne tvari, kako bi nastao propolis. Propolis je obično tamno smeđe boje, međutim ona kao i kod meda ovisi o vrsti biljaka s kojih ga pčele donose, podneblju i drugim okolnostima.
- Pčelinji vosak – vosak u novije vrijeme ljudi često poistovjećuju sa svijećama od parafina što je pogrešno. Vosak proizvode samo pčele.
- Matična mliječ – Matična mliječ, (royal yelly, gelee royale) je prirodni stimulator koji sadrži visoku koncentraciju biološki aktivnih tvari, osobito mnogo pantonske kiseline koja daje organizmu vitalnost. Matična mliječ je kremasta, ljepljiva, mliječno bijela, jako kisela tvar malo gorčeg okusa i specifičnog mirisa. Pčele radilice u starosti od 5-15 dana izlučuju iz svojih nadždrijelnih žlijezda tvar bogatu proteinima i drugim dragocjenim tvarima koje se stvaraju u velikim količinama osobito za vrijeme obilne paše peludi.
- Pčelinji otrov – Pčelinji otrov je izlučevina žalčanog sustava pčele, a osnovna mu je prirodna namjena štititi pčelu i njezinu zajednicu od neprijatelja. To je gusta tekućina vrlo karakterističnog mirisa i gorkastog, kiselkastog okusa. U "Kuranu" je tekst o pčelinjem otrovu koji glasi: "Iz njihovih trbuha nastaje tekućina koja je medicina za ljude".

### Ostali proizvodi u pčelarstvu
- Cvjetni pelud – Pelud je, uz med, osnovna hrana pčelama koja im je i jedini izvor proteina. Po sastavu je pelud je izrazito kompleksan, te uz proteine između ostalog sadrži vitamine, minerale. Od 22 poznate aminokiseline u biokemiji, sve su pronađene u peludu.
- Svijeća
- Medena rakija – Liker od meda, medna rakija, medova rakija, medica ... je prirodni tradicionalni napitak naših starih. Poznato je da se takav sličan napitak spremao još za vrijeme starih Rimljana. Proizvodi se u gotovo svim zemljama svijeta i svijeta i uz medovinu spada u najstarija alkoholna pića. Mnogi iz neznanja liker-rakiju od meda pogrešno nazivaju i Medovina.
- Medovina – Medovina je alkoholni napitak koji nastaje fermentacijom meda i vode, po potrebi se dodaje kvasac i drugi dodaci poput ljekovitog bilja i začina. Po proizvodnji je vrlo slična vinu, iako ni naziv vino nije potpuno pravilan zato što su vina, po svojoj definiciji, proizvodi od grožđa.
- Gvirc
- Krema za kožu – U pčelarstvu se proizvode se iz pčelinjeg voska kao osnovne sirovine uz dodatak nekoliko vrsta baznih ulja ovisno o tipu kreme.
- Balzami za usne – U pčelarstvu se proizvode iz pčelinjeg voska kao osnovne sirovine.
- Sapuni s propolisom

## Vrste pčelinjaka
- Stacionirani pčelinjak – pčelinjak u kom su košnice smještene cijelu godinu na jednom mjestu.
- Seleći pčelinjak – pčelinjak u kom se košnice sele na razna područja ovisno o medenju određenih biljaka.
- Ekopčelinjak – pčelinjak koji je pod posebnim nadzorom ovlaštenih ustanova.

## Pribor i oprema
Prije samog početka bavljenja pčelarstvom treba osigurati i osnovni pribor. Podjela pribora odnosi se na pribor i alat za rad s pčelama, pribor i alat za rad sa satnim osnovama, pribor i alat za oduzimanje meda, pribor i alat za topljenje voska.
Kod početka treba nabaviti:
1. Pčelarski šešir ili pčelarsko odijelo(može i oboje)
2. Pčelarske rukavice
3. Dimilica za pčele, pčelarski nož-dlijeto, pčelarska četka
4. Sredstvo za dimljenje: Dimni štapići, gljive s drveta (guba ili trud) i trulo drvo, papir i razna druga priručna goriva.
5. Pčelarska kliješta za vađenje okvira
6. Pčelarski dnevnik
7. Kalup za sastavljanje okvira (lako ga možemo izraditi sami)
8. Topionik za vosak (sunčani lako izradimo sami)
9. Stalak za otklapanje saća
10. Nož za otklapanje saća ili pčelarska vilica
11. Posuda sa sitom za prihvat meda (kod vrcanja)
12. Sipaonik za pčele (ljevak)
13. Kutija za prihvat okvira prilikom pregleda
14. Stegač za seljenje nastavljača - kod selećeg pčelarstva, ali dobro je imati nekoliko i u stacioniranom pčelinjaku
15. Pčelarska vaga (poželjno, ali nije nužno u početku)

To je osnovni pčelarski pribor koji ćemo kasnije nadopunjavati po potrebi zajedno sa širenjem pčelinjaka. Oprema mora uvijek biti čista i spremna za upotrebu. Nakon svake upotrebe pribor treba očistiti jer samo redovitim čišćenjem opreme osiguravamo kvalitetu proizvoda i izbjegavamo pojavu bolesti kod pčela. Pribor i opremu nije preporučljivo upotrebljavati na više pčelinjaka. Rukavicama ili alatom lako se prenose bolesti iz pčelinjaka u pčelinjak.
Kante za med i ostala oprema neka bude iz inox koja je prihvatljivija za prehrambene proizvode i lakše se održava. Limene i plastične kante treba izbjegavati osobito ako su prethodno upotrebljavane za skladištenje nečeg drugog. Plastična će ambalaža upiti strane mirise dok je kod limene česta pojava hrđe te kao takva nije prihvatljiva u pčelarstvu ni za vodu koja se daje pčelama.

## Bolesti pčela
Bolesti pčela dijelimo na:
- Zarazne bolesti pčela – Kamenito leglo, Vapnenasto leglo, Mješinasto leglo, Varooza, Akutna pčelinja paraliza, Kronična pčelinja paraliza, Američka gnjiloća legla, Europska gnjiloća legla, Akaroza, Ameboza

- Nezarazne bolesti pčela – Prehlađeno leglo, Pregrijano leglo, Začep crijeva peludom

- Štetočine u košnici i neprijatelji pčela – Veliki voskov moljac (Galleria mellonella L.) i mali voskov moljac (Achroea grisella), Slaninar – Dermestres lardarius, Pčelomorac – Trichodes apiaius, Leptir mrtvačka glava – Acherontia atropos L., mravi, ose, stršljeni, ptice

- Trovanja pčela sredstvima za zaštitu bilja – Prema opasnosti za pčele sredstva za zaštitu bilja se dijele u četiri skupine: I. grupa, II. grupa, III. grupa, IV. grupa

Više o bolestima : Bolesti pčela

## Alergijske bolesti
Život pčele vezan je za najrazličitije biljne vrste, jer pčele prilikom sakupljanja hrane (nektar, pelud, medljika) posjećuju najrazličitije više-manje medonosno bilje. One sakupljajući hranu u prirodi nesvjesno vrše oprašivanje biljaka u prirodi prenoseći peludna zrnca iz cvijeta na cvijet. Susret biljnog peluda i čovjeka može izazvati reakciju koju nazivamo alergija. Razvojem genetski modificiranih biljaka čovjek je nesvjesno modificirao i razna peludna zrnca koja izazivaju veće i jače reakcije ljudi na pelud.

## Galerija
- LR košnice
- AŽ košnice
- Oplodnjaci za pčelinje matice
- Stacionirani pčelinjak s LR košnicama
- Knjiga o pčelarenju AŽ košnicama
- Knjiga o pčelarstvu iz 1906. godine‎

## Poveznice
- Pčelar
- Pčela
- Medonosna pčela
- Seleće pčelarstvo
- Stacionirano pčelarstvo
- Ekopčelarstvo
- Med
- Medonosno bilje
- Varroa
- Poljoprivreda

## Vanjske poveznice
- Pčelarstvo.hr - pčelarstvo on-line
- Karta pčelara kojima možete prijaviti roj pčela u RH  Arhivirana inačica izvorne stranice od 1. travnja 2019. (Wayback Machine)
- Hrvatski pčelarski savez
- Pčelarstvo Hrvatska tehnička enciklopedija, portal hrvatske tehničke baštine. LZMK